# 约兰·拉松
约兰·拉松（瑞典語：Göran Larsson，1932年5月24日—1989年2月27日），瑞典男子游泳运动员。他曾代表瑞典参加1952年夏季奥林匹克运动会游泳比赛，获得男子100米自由泳铜牌。